# ジェームズ・ラクストン
ジェームズ・ラクストン（James Laxton、1981年2月3日 - ）は、アメリカ合衆国の撮影監督である。カリフォルニア州サンフランシスコ出身。フロリダ州立大学で学んだ。撮影を担当した作品に『ムーンライト』や『ビール・ストリートの恋人たち』などがある。

## フィルモグラフィー

### 長編映画
- アメリカン・スリープオーバー The Myth of the American Sleepover （2010年）
- セカンド・カミング California Solo （2012年）
- ダイヤルはン〜フ〜 For a Good Time, Call... （2012年）
- バッド・マイロ! Bad Milo! （2013年）
- レディ・ソルジャー Camp X-Ray （2014年）
- Mr.タスク Tusk （2014年）
- コンビニ・ウォーズ バイトJK VS ミニナチ軍団 Yoga Hosers （2016年）
- ムーンライト Moonlight （2016年）
- ビール・ストリートの恋人たち If Beale Street Could Talk （2018年）

## 受賞
- 2017年 - 第42回ロサンゼルス映画批評家協会賞 - 撮影賞（『ムーンライト』）[7]
- 2017年 - 第82回ニューヨーク映画批評家協会賞 - 撮影賞（『ムーンライト』）[8]
- 2017年 - 第51回全米映画批評家協会賞 - 撮影賞（『ムーンライト』）[9]
- 2017年 - 第32回インディペンデント・スピリット賞 - 撮影賞（『ムーンライト』）[10]